# Carl Klose
Carl Klose de son nom complet Carl Otto Klose, né le 5 décembre 1891 à Cochecton à New York, aux États-Unis, et mort le 15 janvier 1988 à Toms River, dans le New Jersey, aux États-Unis, est un avironneur américain.

## Carrière
Carl Klose a débuté l'aviron en 1916 avec le Pennsylvania Barge Club mais il a été appelé à l'armée pendant la Première Guerre mondiale au cours de laquelle il a servi comme ambulancier. 
Il ne se remet à ramer que trois mois avant les Jeux olympiques d'Anvers.
En 1920, lors des Jeux olympiques d'Anvers, il faisait partie, avec les frères Federschmidt, Erich, Franz et Ken Myers, du bateau américain qui a gagné, remportant ainsi, la médaille d'argent[pas clair] à l'épreuve des quatre barrés.